# Andris Jēkabsons
Andris Jēkabsons (Liepāja, 17 marzo 1961) è un ex cestista sovietico, dal 1991 lettone.
È il padre di Anete Jēkabsone.

## Carriera
Con l'Unione Sovietica ha disputato i Campionati mondiali del 1986.